# Intransigenze
(Intransigenze, p. 1)
Intransigenze (Strong Opinions) è una raccolta di saggi, interviste e lettere di Vladimir Nabokov, pubblicata per la prima volta in inglese nel 1973 e tradotta in italiano nel 1994. Il libro è dedicato a Véra (la moglie, Véra Evseyevna Slonim, 1902-91).

## Contenuti
In qualche modo leggendo ne viene fuori un ritratto autobiografico complementare a Parla, ricordo, pieno di suggestioni e opinioni non solo letterarie (su Sartre, Fidel Castro, Pasternak, Freud, Kafka, Joyce, Dostoevskij, Puškin, Bertrand Russell, Ezra Pound, D.H. Lawrence, Albert Schweitzer, Balthus, Buster Keaton ecc.), sul successo, sull'impegno nella vita e sull'amore per le farfalle. Le lettere ai direttori sono spesso puntualizzazioni e correzioni di altri articoli (soprattutto su Lolita), scritti magari con astio ma dal tono spiritoso e distaccato, e infine anche capriccioso.

## Elenco delle interviste
- Intervista anonima (1962)
- Intervista da "BBC Television" con Peter Duval-Smith (1962)
- Intervista da "Playboy" con Alvin Toffler (1963)
- Intervista da "Life" con Jane Howard (1964)
- Intervista da "TV-13" di New York (1965)
- Intervista dai "Wisconsin Studies" (1967)
- Intervista da "The Paris Review" con Herbert Gold e Geroge A. Plimpton (1967)
- Intervista da "The New York Times Book Review" con Martin Esslin (1968)
- Intervista da "The Sunday Times" con Martha Duffy (1969)
- Intervista da "BBC-2" con Nicholas Garnham (1969)
- Intervista da "Vogue" con Allene Talmey (1969)
- Intervista da "Novel" (1970)
- Intervista da "The New York Times" con Alden Whitman (1971)
- Intervista da "The New York Times Book Review" con Israel Shenker (1972)
- Intervista da "Swiss Broadcast" (1972)
- Intervista da "Bayerischer Rundfunk" (1971-72)
- Intervista anonima (1972)
- Intervista da "Vogue" con Simona Morini (1972)
- Intervista anonima (1972)

## Edizioni italiane
- Intransigenze, trad. di Gaspare Bona, Collana Biblioteca Adelphi n. 294, Milano, Adelphi, 1994, ISBN 978-88-459-1100-2; Collana Gli adelphi, Adelphi, 2021, ISBN 978-88-459-3554-1.